# كوري سانتي
كوري سانتي (بالإنجليزية: Corey Santee)‏ مواليد 13 سبتمبر 1983 في فلينت، هو لاعب كرة سلة أمريكي. بدأ مسيرته الاحترافية في سنة 2005. يبلغ طوله 6 قدم 2 بوصة (1.9 م). اعتزل اللعب في 2012. لعب مع نادي فينتسبيلس لكرة السلة في دوري لاتفيا لكرة السلة.

## روابط خارجية
- كوري سانتي على موقع كرة السلة الأوروبية.كوم (الإنجليزية)
- كوري سانتي على موقع كلية كرة السلة في سبورتس رفرنس.كوم (الإنجليزية)
- كوري سانتي على موقع ريلجم (الإنجليزية)
- كوري سانتي على موقع بروبوليرز (الإنجليزية)
- كوري سانتي على موقع سبورتس رفرنس (الإنجليزية)